# Liên kết peptide

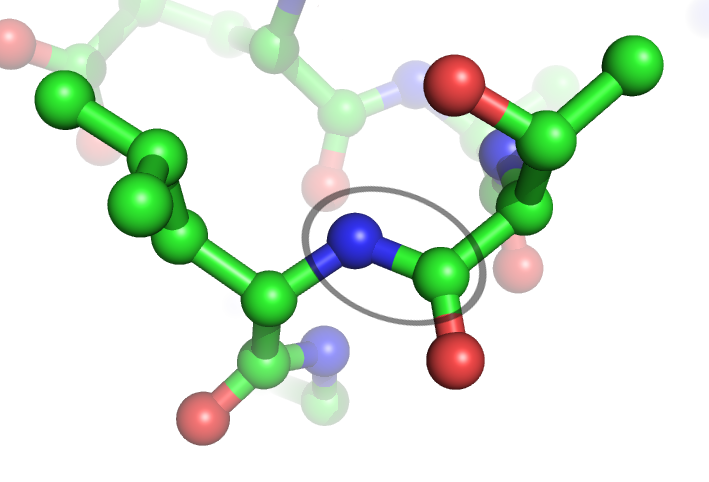
Liên kết peptide

Liên kết peptide là liên kết cộng hóa trị liên kết hai monome amino acid liên tiếp dọc theo chuỗi peptide hoặc protein.

## Tổng hợp
Khi hai amino acid tạo thành một dipeptide thông qua một liên kết peptide, thì có thể gọi đây là phản ứng trùng ngưng. Trong quá trình trùng ngưng, hai amino acid tiếp cận với nhau, với nhóm axit của một amino acid này sẽ tới gần với nhóm amino của amino acid kia. Một amino acid sẽ mất hydro và oxy từ nhóm carboxyl (COOH) còn amino acid kia mất hydro từ nhóm amino của nó (NH2). Phản ứng này tạo ra một phân tử nước (H2O) và hai amino acid sẽ được nối với nhau bởi một liên kết peptide (-CO-NH-). Hai amino acid tham gia giờ được gọi là dipeptide.

Sự hình thành liên kết peptide

Các liên kết amid được hình thành khi nhóm carboxyl của một phân tử amino acid phản ứng với nhóm amino của phân tử amino acid khác, gây ra sự giải phóng một phân tử nước (H2O), do đó quá trình này là phản ứng tổng hợp khử nước (cũng có thể được gọi là một phản ứng trùng ngưng).
Sự hình thành liên kết peptide tiêu thụ năng lượng, mà, trong các hệ thống sống, năng lượng này có nguồn gốc từ ATP. Polypeptide và protein là các chuỗi amino acid được liên kết với nhau bằng liên kết peptide. Các sinh vật sống sử dụng các enzyme để tạo ra các polypeptide và ribosome để tạo ra các protein. Peptide được tổng hợp bởi các enzym đặc hiệu. Ví dụ, glutathione tripeptide được tổng hợp bằng hai bước từ các amino acid tự do, bởi hai enzym: gamma-glutamylcysteine synthetase và glutathione synthetase.